# Drosera stenopetala
Drosera stenopetala es una especie de planta carnívora perteneciente a la familia de las droseráceas, planta herbácea con forma una roseta con hábitat alpino o subalpino.  

## Descripción
Es una especie de drosera, única en su género al ser endémica de Nueva Zelanda. Se trata de una de las dos especies alpinas de Nueva Zelanda, la otra es Drosera arcturi. Rasgos característicos incluyen los pecíolos envolvente (curvadod hacia dentro) y hojas verticales. Su área de distribución se extiende desde Ruahine y Montes Tararua en el norte hasta los Alpes del Sur a Isla Stewart. También se encuentra en las Islas Auckland y la isla Campbell.

## Taxonomía
Drosera stenopetala fue descrita por Joseph Dalton Hooker y publicado en Flora Novae-Zelandiae 145. 1898.
Etimología
Drosera: tanto su nombre científico –derivado del griego δρόσος [drosos]: "rocío, gotas de rocío"– como el nombre vulgar –rocío del sol, que deriva del latín ros solis: "rocío del sol"– hacen referencia a las brillantes gotas de mucílago que aparecen en el extremo de cada hoja, y que recuerdan al rocío de la mañana.
stenopetala: epíteto latino que significa "con pétalos estrechos", lo que no se ajusta a la realidad, ya que los pétalos de la planta son anchos.